# 하나님의 갑주
하나님의 갑주( - 甲胄, 영어: Armor of God) 또는 하나님의 전신갑주( - 全身甲胄, 그리스어: πανοπλίαν τοῦ Θεοῦ, panoplian tou Theou)는 에베소서 6장 11절에서 비롯된 구절이다: "너희가 마귀의 간계들을 능히 대적하며 서기 위해 [하나님]의 전신갑주를 입으라." (킹 제임스 버전) 성경 참조에서 이 비유는 은유적인 의미의 전투에서 하나님이 입은 물리적인 갑주를 가리킬 수 있으며, 하나님의 은혜에 의해 주어지는 철두철미한 정의를 가리킬 수 있다(로마서 13장 12절, 킹 제임스 버전): "밤이 많이 지나고 낮이 가까이 왔으니 그러므로 우리가 어둠의 행위를 벗어 버리고 빛의 갑옷을 입자."
하나님의 전신갑주의 인용은 이러한 관점들의 신앙의 윤곽을 보여준다: 진리, 정의, 평화의 복음의 준비, 신앙, 구원, 하나님의 말씀과 기도.

## 같이 보기
- 지역의 영